# Moraåns dalgång naturreservat

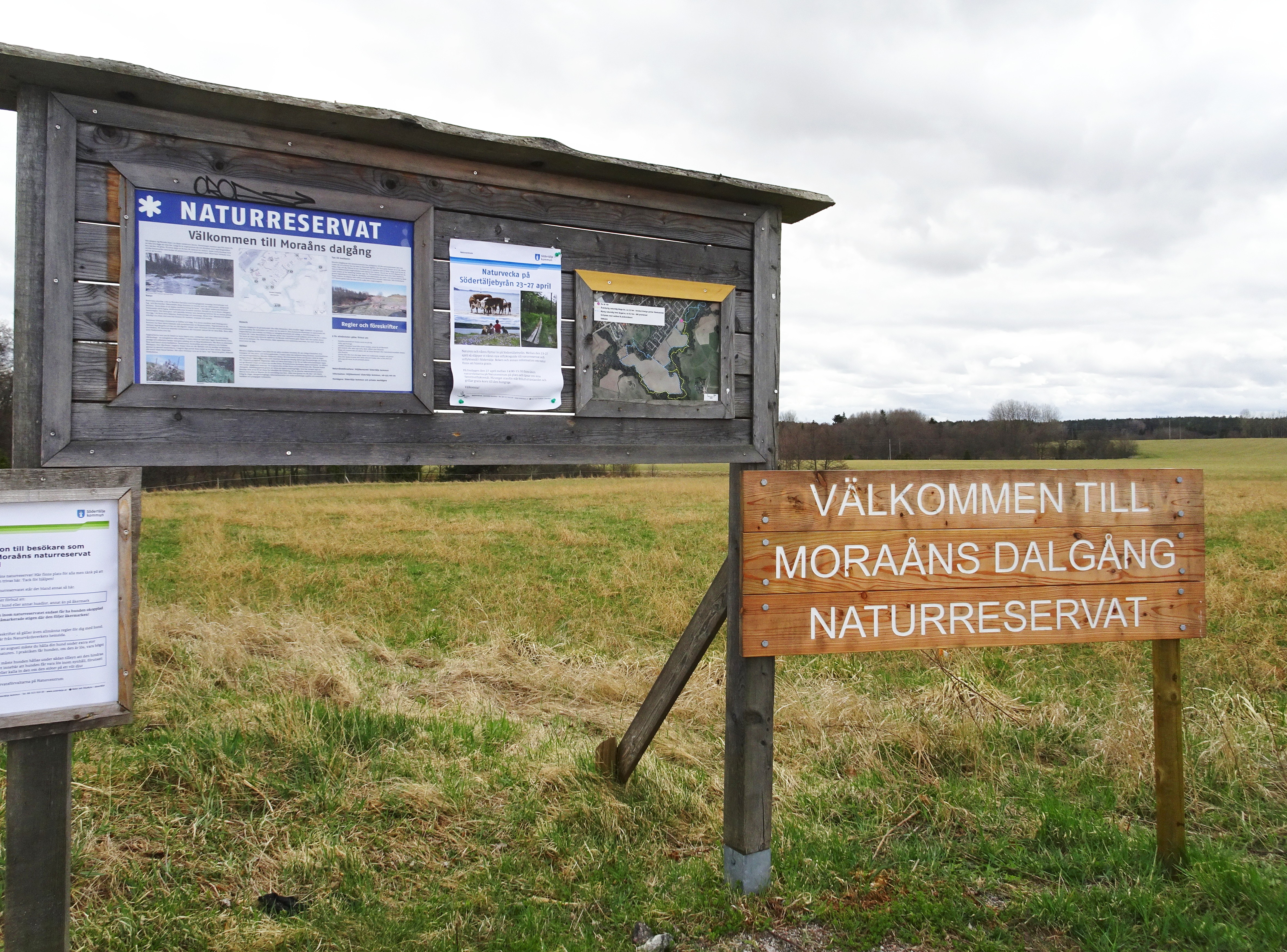
Entrén till reservatet.

Moraåns dalgång naturreservat är ett kommunägt naturreservat i Södertälje kommun, Stockholms län. Reservatet som ligger strax söder om riksväg 57 i Järna inrättades 2013 och har en storlek av 68 hektar.

## Beskrivning
Reservatet omfattar en cirka fyra kilometer lång del av Moraån där vattendraget bildar meander och flyter fram i en djup ravin. Del av reservatet är även det öppna kulturlandskapet med åkrar, beteshagar och tallskogsbevuxna kullar som omger ravinen. Nere i ravinen liknar naturen en regnskog. Fågellivet är rikt i ravinen och ett tillhåll för bland annat näktergalen. I ån finns flera grusbäddar där havsöringen lägger sin rom när den vandrat upp från Östersjön under hösten. Moraån är därmed ett av länets viktigaste reproduktionsområden för havsöring.
Genom området sträcker sig två markerade vandringsleder. Den blåa leden är en slinga om 4,3 km på ovansidan Moraån och lättare att gå. Den gulmarkerade stigen är 2,2 km lång och något svårare att gå då den sträcker sig nere i åravinens djungelliknande natur. I ravinen finns ett stenkantat parti som är resterna efter lerkvarnen för Kläppens tegelbruk, byggt 1884 av gårdarna Norrbyvälle och Linga. Åns vattenkraft nyttjades för att driva knivar som blandade leran med vatten och sand. Vid Ramsta gård brändes teglet som sedan skeppades via hamnen nära Saltå till främst Stockholm.

## Syftet
Syftet med naturreservatet är bland annat att värna om områdets betydelse för rekreation i omedelbar närheten av en tätort. Vidare är syftet att skydda miljöerna och vattenkvaliteten i Moraån, och den intressanta faunan och floran som finns i åns omgivningar.

## Bilder

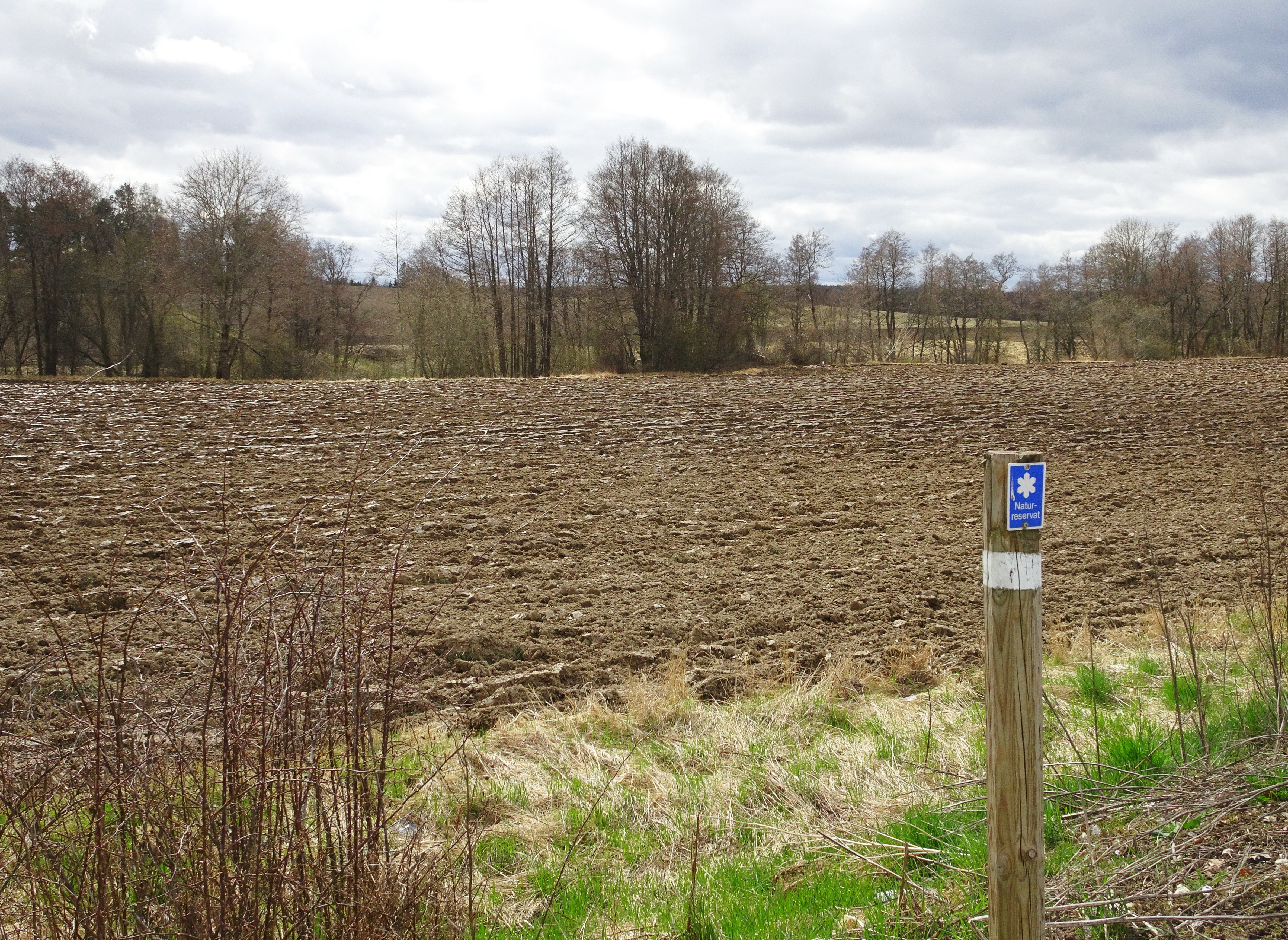
Odlingslandskapet vid Moraån
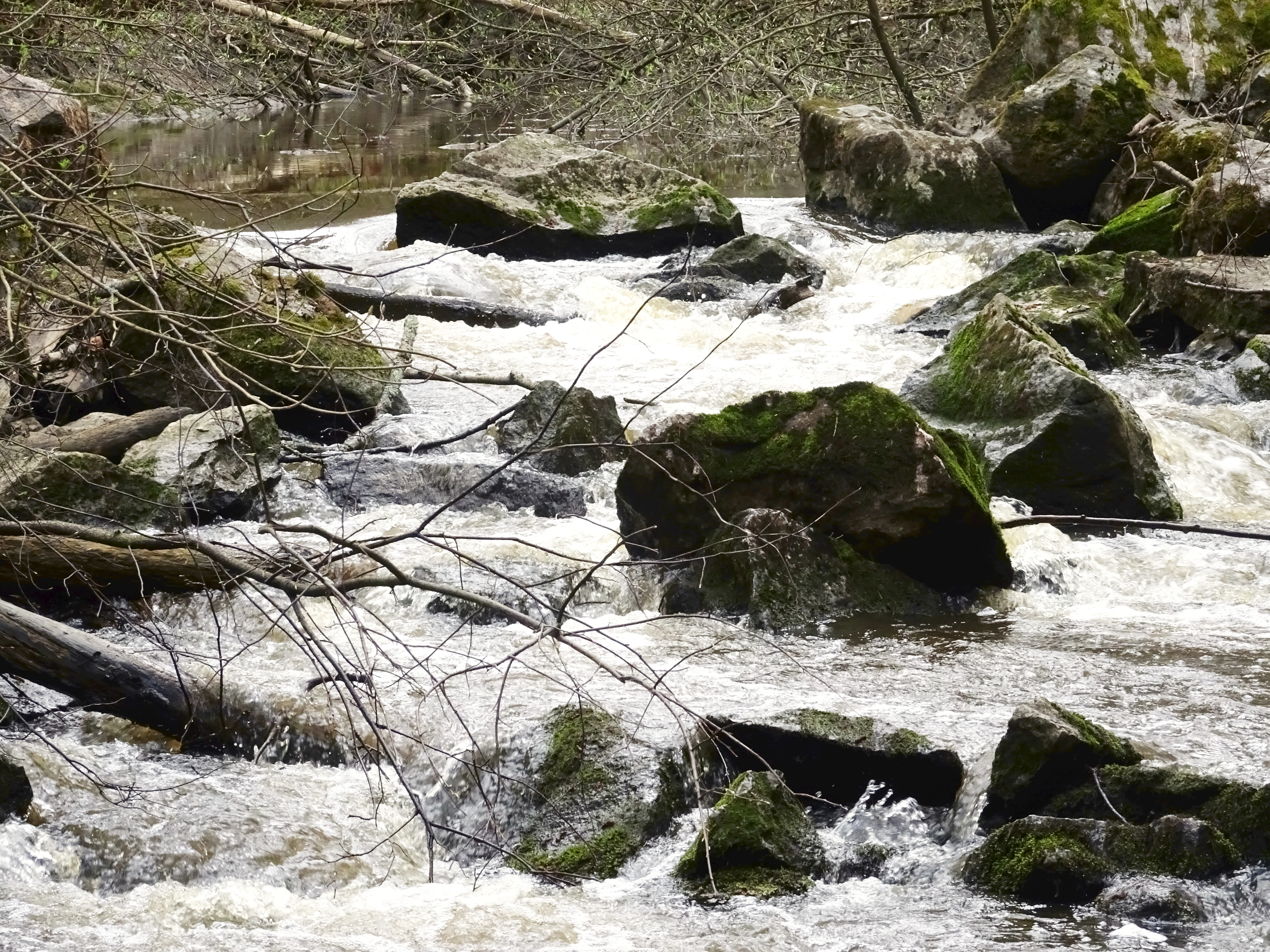
Moraån
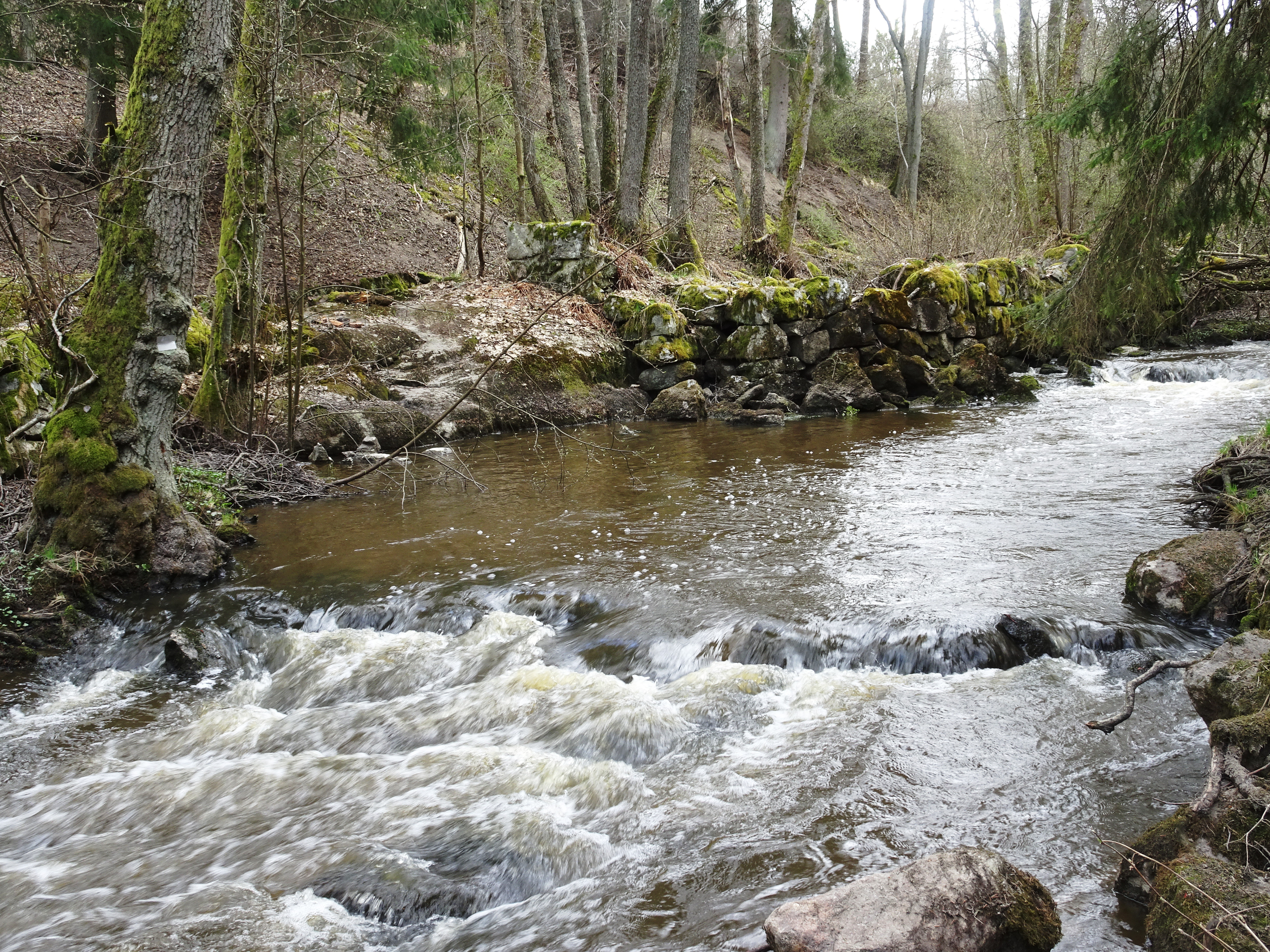
Stenkonstruktion efter tegelbruket